# Józef Tatar
Józef Tatar (ur. 9 marca 1863 w Zakopanem, zm. 31 sierpnia 1944 r. tamże) – góral, przewodnik tatrzański, gajowy, bratanek Szymona Tatara starszego, syn Jana Tatara, brat Szymona Tatara młodszego.
Uprawnienia przewodnika II klasy zdobył w 1891 r., a I klasy – w 1900 r. Był aktywny jako przewodnik co najmniej do 1922 r. Od 1893 r. towarzyszył w wyprawach m.in. Januszowi Chmielowskiemu, niekiedy wraz z Klimkiem Bachledą. Uczestniczył także w wyprawach ratunkowych, mimo że nie był członkiem TOPR.

## Osiągnięcia wspinaczkowe
- pierwsze wejście od zachodu na Przełęcz koło Drąga (1897),
- pierwsze wejście na Poślednią Turnię (1898),
- pierwsze wejście od wschodu na Przełęcz Stolarczyka (1898),
- pierwsze polskie wejście Drogą Jordána na Łomnicę (1901, z turystami).